# Acciaierie di Terni

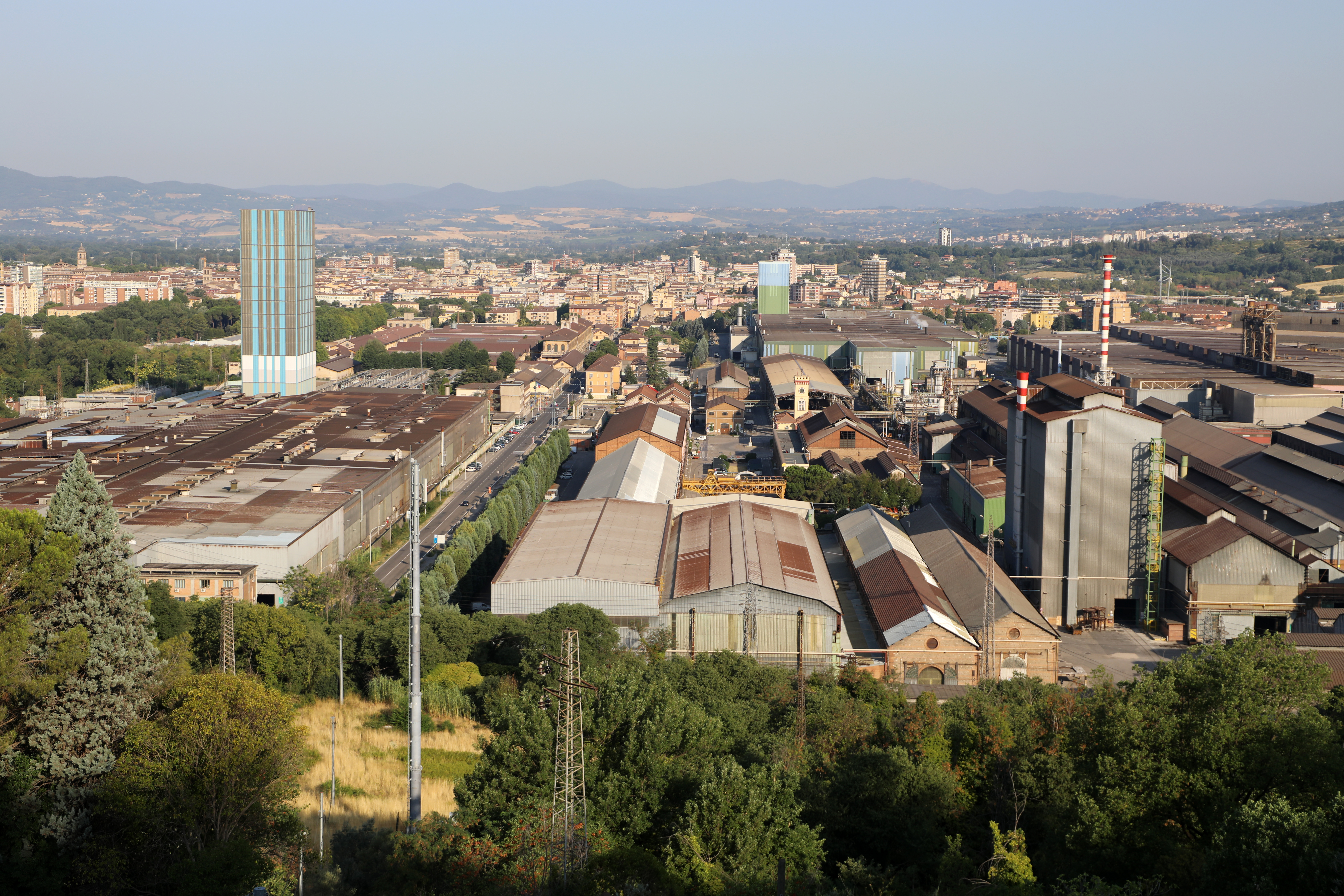
Acciaierie di Terni

Acciaierie di Terni (AST) är en italiensk ståltillverkare i Terni. Sedan 2014 ingår bolaget i ThyssenKrupp. 

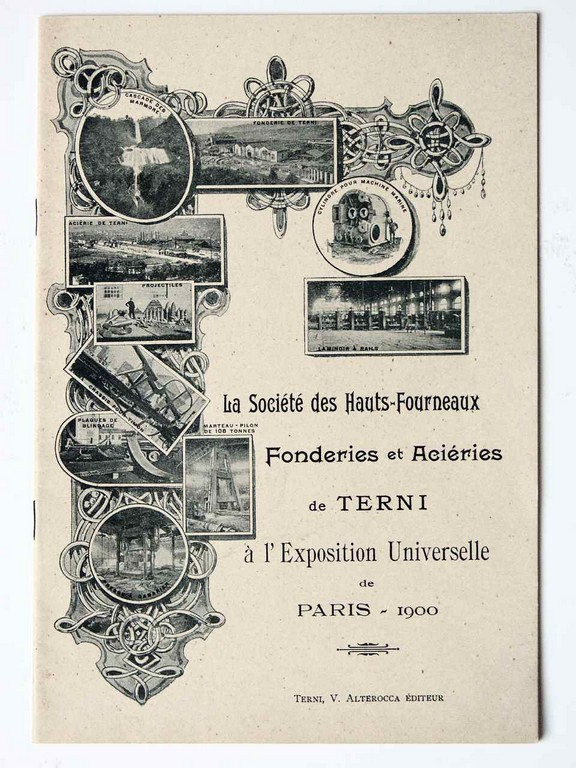
Exposition Universelle 1900, Paris.

Bolaget grundades 1884 som Società degli Alti Forni, Fonderie och Acciaierie di Terni (SAFFAT) med hjälp av statligt stöd och finansiering av banker. Direktör för bolaget blev Vincenzo Stefano Breda. Grundandet var en följd av den nationella politikens önskan att bygga ett stålverk i Italien och Terni ansågs vara den ideala platsen för detta. Ternis lokalisering i inlandet ansågs vara en militärstrategisk fördel men skulle också innebära högra kostnader. När skeppsbyggaren Benedetto Brin blev marinminister övertygade han parlamentet om behovet. Terni uppfördes med hjälp av stålkunnande från franska Schneider.
Byggnationen var omfattande och tog två år. De stora kunderna var den italienska flottan och järnvägen. 1885 tillverkades 157 000 ton stål i Terni vilket var litet jämfört med Storbritannien och Tyskland men en stor ökning för Italien som producerat 4000 ton fyra år tidigare Terni kom att bli politisk hetluft för de många skandaler och kriser som bolaget hade. Men verksamheten fick ekonomiska problem och produktionen nådde inte upp i kapaciteten som verket hade. 1887 var bolaget konkursmässigt men statens intresse av en stålindustri gjorde att den räddade bolaget, bland annat genom att flottan fick göra stora beställningar.
Terni utvecklades till en bruksort med det dominerande järnverket i ett annars lantligt präglat område. Under första världskriget gick verket för högtryck för att leverera stål till krigsmateriel. Benito Mussolini och Alberto Beneduce ansåg att Terni var av nationell betydelse och strategisk viktig industri varpå den förstatligades som del i IRI:s Finsider tillsammans med Ilva och Ansaldo. Stålkrisen förde med sig stora omstruktureringar på 1980-talet och tusentals avskedades. När Finsider likviderades 1988 blev Terni en del av Ilva.